# Робер дьо Монфор
Робер дьо Монфор-сюр-Рил (на френски: Robert de Montfort-sur-Risle, на латински: Ro(d)bertus de Monte Forti) е нормански военачалник, син на Хуго II дьо Монфор-сюр-Рил.
Загинал през 1108 г., надгробният му надпис е върху колоната с княз-борисовия надпис от Балши:
| „ | Hic est subpositus de Forti Monte Robertus, corpore formosus, probus armis, vir generos(us). Sub duce Normanni[s] cunctis quoque praefuit Angli[s]. Dumque iuventutis dives floreret in anni[s], deseruit mundum, dominique petendo sepulcr[um] hic obiit Pheb[o] [i]am sub libra quater orto. Det, Roberte, tib[i] [s]ua gaudia rex para[disi]. | “ |

Според църковната история на Ordericus Vitalis, XI, 24:
„Хенри, крал на година от въплъщението на нашия Господ 1107, призова своите лидери се събраха, и заредена Робер дьо Монфор, възраженията за нарушение на вярност. Следователно, едно и също нещо, защото се чувства себе си за виновен, той е получил разрешение да отиде в Ерусалим, и всички като цяло в своята земя на царя наляво. след това отиде с някои от техните колеги войници. Освен Buamundum намерени в Пулия, където сънародникът радостни призната. Hugh на Pusacio и Simon Bridge, Ралф и брат му и няколко други от моста Erchenfredi и Guascelinus Alpine с Buamundo. Повечето от прекосяването на морето радваме на другите народи, които всички идват с гореспоменатото, под ръководството срещу императора да се бори и пожелаха, и че неговата щедрост, както и за себе си, отколкото за конете си, в тази prestolatione те взеха техните фуражи. фаланги Той, разбира се, да Фед продължение на две години, aerariumque си в продължение на почти цяло са били изпразнени, и корабите на всички весело, без билет му с по-голяма яснота. заредена Робърт на дьо Монфор получи с чест, и той не знае поради каква причина те трябва да направи родния си почва, се разпространява на армията Норман, от наследствен полето, е бил един от първостепенно sullimavit. Морските пристанища на кораби и чужденци отдавна са били задържани, и изобилие от храна за всички свои доходи, бяха най-подготвени ужасни мъже от флота през август. Най-сетне, задвижван от войските на Христос в успешен преход до Тесалия, и обсаждат дълго време и упорит. The великодушен лидер в много отношения се опита да превземе града, но объркването, че повечето трябва да го има, също. За Гай, брат му, и Робер дьо Монфор, в която той вярва повече от всички други, заслепени от измама превръща в ролята на императора, и го изпратил до по-голямата сума пари плячка и дълбоко един frustabantur на неговите усилия на княза.“